# Teorema da convolução
Em matemática, o teorema da convolução estabelece que, sob condições apropriadas, a transformada de Fourier de uma convolução de duas funções absolutamente integráveis é igual ao produto ponto a ponto das transformadas de Fourier de cada função. Em outras palavras, convolução em um domínio (e.g., no domínio do tempo) equivale a multiplicação ponto a ponto no outro domínio (e.g., no domínio da frequência). O teorema é verdadeiro para várias transformadas relacionadas à transformada de Fourier.
Sejam {\displaystyle \ f} e {\displaystyle \ g} duas funções e {\displaystyle \ f*g} sua convolução (note-se que o asterisco aqui denota a operação de convolução, e não de multiplicação; o símbolo de produto tensorial {\displaystyle \otimes } algumas vezes é usado no seu lugar.).
Seja {\displaystyle \ {\mathcal {F}}} o operador transformada de Fourier, tal que {\displaystyle \ {\mathcal {F}}\{f\}} e {\displaystyle \ {\mathcal {F}}\{g\}} são as transformadas de Fourier de {\displaystyle \ f} e {\displaystyle \ g}, respectivamente. Então
{\displaystyle {\mathcal {F}}\{f*g\}={\mathcal {F}}\{f\}\cdot {\mathcal {F}}\{g\}}
onde o símbolo {\displaystyle \cdot } denota multiplicação ponto a ponto. A recíproca também é verdadeira:
{\displaystyle {\mathcal {F}}\{f\cdot g\}={\mathcal {F}}\{f\}*{\mathcal {F}}\{g\}}
A respeito da transformada inversa de Fourier {\displaystyle {\mathcal {F}}^{-1}}, podemos escrever:
{\displaystyle f*g={\mathcal {F}}^{-1}{\big \{}{\mathcal {F}}\{f\}\cdot {\mathcal {F}}\{g\}{\big \}}}
Note-se que as fórmulas acima são válidas apenas quando a transformada de Fourier aparece na forma mostrada na seção de Prova abaixo. A transformada pode ser normalizada de outras formas, casos em que fatores de escalamento constantes (tipicamente {\displaystyle \ 2\pi } ou {\displaystyle \ {\sqrt {2\pi }}}) aparecerão nas fórmulas.
Este teorema também vale para a transformada de Laplace, a transformada de Laplace bilateral e, quando convenientemente modificada, para a transformada de Mellin e para a transformada de Hartley.  Ele pode ser estendido para a transformada de Fourier usada em análise de harmônicos, definida sobre grupos abelianos localmente compactos.
Esta formulação é especialmente útil na implementação numérica da operação de convolução em um computador digital. O algoritmo padrão para cálculo da convolução tem complexidade computacional quadrática; lançando mão do teorema da convolução e da transformada rápida de Fourier, a complexidade pode ser reduzida a O(n log n). Ele também pode ser explorado na construção de algoritmos mais rápidos para multiplicação de funções.

## Prova
Esta prova se baseia numa forma normalizada particular da transformada de Fourier. Como mencionado acima, se outra normalização for usada, fatores de escalamento constantes aparecerão no desenvolvimento.
Sejam f e g duas funções pertencentes a L1(Rn).  Seja {\displaystyle F} a transformada de Fourier de {\displaystyle f} e {\displaystyle G} a transformada de Fourier de {\displaystyle g}:
{\displaystyle F(\nu )={\mathcal {F}}\{f\}=\int _{\mathbb {R} ^{n}}f(x)e^{-2\pi ix\cdot \nu }\,\mathrm {d} x}
{\displaystyle G(\nu )={\mathcal {F}}\{g\}=\int _{\mathbb {R} ^{n}}g(x)e^{-2\pi ix\cdot \nu }\,\mathrm {d} x,}
onde o ponto entre x e ν indica o produto interno (ou escalar) em Rn.
Seja {\displaystyle h} a convolução de {\displaystyle f} e {\displaystyle g}
{\displaystyle h(z)=\int \limits _{\mathbb {R} ^{n}}f(x)g(z-x)\,\mathrm {d} x.}
Agora, note-se que
{\displaystyle \int \!\!\int |f(z)g(x-z)|\,dx\,dz=\int |f(z)|\int |g(z-x)|\,dx\,dz=\int |f(z)|\,\|g\|_{1}\,dz=\|f\|_{1}\|g\|_{1}.}
Daí, pelo teorema de Fubini, temos que {\displaystyle h\in L^{1}(\mathbb {R} ^{n})} tal que sua  transformada de Fourier {\displaystyle H} é dada pela fórmula integral
{\displaystyle {\begin{aligned}H(\nu )={\mathcal {F}}\{h\}&=\int _{\mathbb {R} ^{n}}h(z)e^{-2\pi iz\cdot \nu }\,dz\\&=\int _{\mathbb {R} ^{n}}\int _{\mathbb {R} ^{n}}f(x)g(z-x)\,dx\,e^{-2\pi iz\cdot \nu }\,dz.\end{aligned}}}
Observe-se que {\displaystyle |f(x)g(z-x)e^{-2\pi iz\cdot \nu }|=|f(x)g(z-x)|} e assim, de acordo com o argumento acima, pode-se aplicar o teorema de Fubini novamente:
{\displaystyle H(\nu )=\int _{\mathbb {R} ^{n}}f(x)\left(\int _{\mathbb {R} ^{n}}g(z-x)e^{-2\pi iz\cdot \nu }\,dz\right)\,dx.}
Substituindo-se {\displaystyle y=z-x}; então {\displaystyle dy=dz}, logo
{\displaystyle H(\nu )=\int _{\mathbb {R} ^{n}}f(x)\left(\int _{\mathbb {R} }g(y)e^{-2\pi i(y+x)\cdot \nu }\,dy\right)\,dx}
{\displaystyle =\int _{\mathbb {R} ^{n}}f(x)e^{-2\pi ix\cdot \nu }\left(\int _{\mathbb {R} ^{n}}g(y)e^{-2\pi iy\cdot \nu }\,dy\right)\,dx}
{\displaystyle =\int _{\mathbb {R} ^{n}}f(x)e^{-2\pi ix\cdot \nu }\,dx\int _{\mathbb {R} ^{n}}g(y)e^{-2\pi iy\cdot \nu }\,dy.}
Essas duas integrais são as definições de {\displaystyle F(\nu )} e  {\displaystyle G(\nu )}, logo
{\displaystyle H(\nu )=F(\nu )\cdot G(\nu ),}
QED.